# الزيبق
الزيبق قرية في ناحية تلدو التابعة لمنطقة حمص في محافظة حمص في سورية.